# Andruszówka
Andruszówka (ukr. Андрушівка) – miasto na Ukrainie w obwodzie żytomierskim, siedziba władz rejonu andruszowskiego.

## Historia
Osada została założona w 1683.

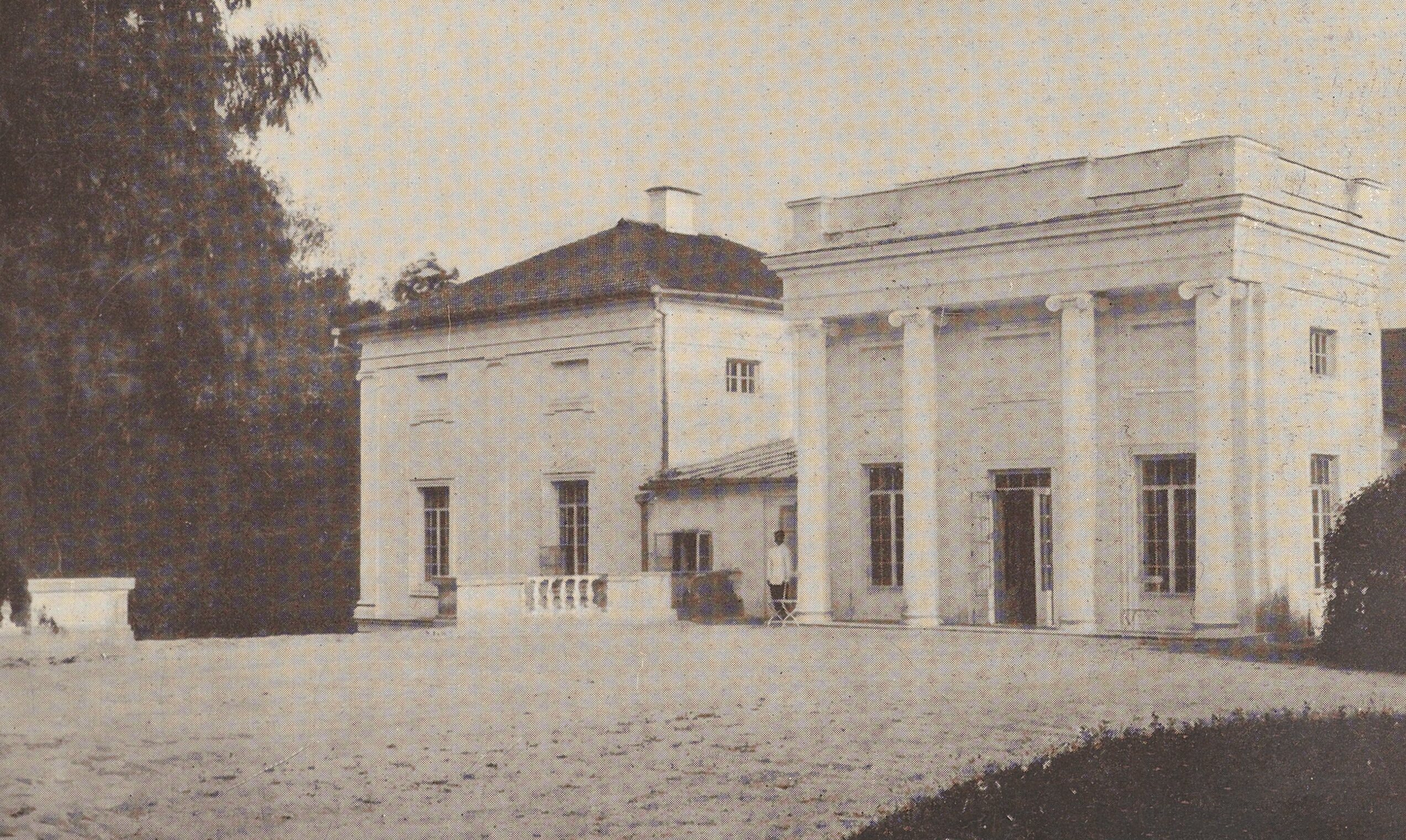
Pałac przed 1911

Pod rozbiorami siedziba gminy Andruszówka w powiecie żytomierskim guberni wołyńskiej.
Od 1938 roku miała status osiedle typu miejskiego.
Podczas okupacji hitlerowskiej, 19 sierpnia 1941 roku Niemcy utworzyli getto dla żydowskich mieszkańców. Przebywało w nim około 700 osób. W maju 1942 roku Niemcy zlikwidowali getto, a Żydów zamordowali na terenie szpitala, część wywieźli do obozu pracy w Berdyczowie. 
Prawa miejskie posiada od 1975 roku.
W 1989 liczyła 12 830 mieszkańców.
Urodził się tu Jan Skoryna (ur. 24 maja 1888, zm. 11 lipca 1961 w Meksyku) – pułkownik saperów Wojska Polskiego, kawaler Orderu Virtuti Militari.

## Pałac
- pałac, dwukondygnacyjny, wybudowany w stylu francuskiego neorenesansu przez Stanisława Bierzyńskiego w XIX w.[7]
- park